# Sextus Julius Frontinus
Sextus Julius Frontinus (ca. 35 - 103) was een consul, Romeins officier, magistraat, ingenieur en (gelegenheids)auteur.

## Beklede functies
Frontinus doorliep een succesvolle carrière:
- In 70 was hij praetor urbanus van Rome.[1]
- In 72 of 73[1] was Frontinus consul. Later werd hij in het jaar 100 nog eens consul samen met Trajanus.
- Frontinus assisteerde Quintus Petillius Cerialis met het onderdrukken van de Gallische opstand van Gaius Julius Civilis. Hierdoor gaven 70.000 Lingonen (een Gallische stam) zich over.[1]
- Tussen 74 en 78 was hij gouverneur van Britannia. In deze functie was hij de opvolger van Cerialis, en werd hij op zijn beurt opgevolgd door Agricola.
- In 86 was hij proconsul van Asia
- In 96 of 97 werd Frontinus door keizer Nerva aangesteld tot curator aquarum, d.i. algemeen directeur van de hoofdstedelijke waterleidingen. Deze functie bleef hij houden tot zijn dood.[2] In deze functie verbeterde hij de watertoevoer naar Rome aanzienlijk.
- In 98 werd Frontinus benoemd tot hoofd magistraat.[1]

## Werken
Ondanks zijn drukke militaire en politieke activiteiten vond Frontinus toch nog de tijd om enkele interessante werken te schrijven.
- Om zich als curator aquarum in de materie in te werken schreef hij een tweedelig boek, De aquis (of De aquae ductu) urbis Romae. Ook wel in het Nederlands de watervoorziening van Rome[3]. Dit is een overzicht van de waterleidingen van de stad Rome. Ook beschrijft hij nauwkeurig de geschiedenis en de capaciteit van de verschillende aquaducten. Na een onderzoek waarin hij in detail naging hoeveel water geacht werd door het leidingsnetwerk te vloeien en de daadwerkelijke hoeveelheid die eruit kwam, constateerde hij dat er op vele plaatsen illegaal water wordt afgetapt[4]. Naar aanleiding van dit onderzoek voerde hij een aantal hervormingen in waarmee hij dit misbruik bestreed. Hij formuleert er ook richtlijnen voor openbaar en particulier watergebruik.
- Tijdens de terreur van Domitianus (84-96) werkte hij aan zijn Strategemata[4] . Dit is een collectie van militaire anekdotes en bestaat uit vier boeken. De eerste drie boeken van zijn Stratagemata geeft hij een opsomming van allerlei krijgslisten, hoofdzakelijk Romeinse. Veel mensen twijfelden aan de echtheid van dit vierde boek, omdat dit boek een meer ethische aard heeft. Er wordt namelijk meer nadruk gelegd op de morele aspecten van oorlog, zoals discipline. Ook is het vierde boek, vergeleken met de andere drie boeken, in een iets andere stijl geschreven[5]. Het onderzoekswerk van G. Bendz (Die Echtheitsfrage des vierten Buches des frontinischen Strategemata, diss. Lund, 1938) heeft aangetoond dat het vierde boek wel degelijk van de hand van Frontinus is. Het is echter niet met zekerheid te achterhalen of Frontinus het vierde boek geschreven heeft.

Naast militaire kunst en waterwerken hield hij zich ook bezig met landmeetkunde.

## Uitgaven van Frontinus' werk
Er zijn verschillende uitgaven van de werken van Frontinus (5):
- Editio princeps van De aquis door Pomponius en Sulpitius (Rome?, tussen 1484 en 1492), van de Strategemata door Eucharius Silber (Rome 1487)
- Iuli Frontini Strategematon libri IV (Leipzig 1888) – door G. Gundermann
- The Two Books om the Water-supply of the City of Rome of Sex. Iulius F. (Boston 1899, ²London 1913; met Engelse vertaling, commentaar en fotografische reproductie van het oudste handschrift, codex Cassinensis 361 uit de 12e eeuw) – door C. Herschel
- Frontini de aquaeductu urbis Romae (Leipzig 1922) – door F. Krolm
- F. De aquaeductu urbis Romae (Leipzig 1973) – door C. Kunderewicz

Nederlandse vertalingen:
- Frontinus, Aquaducten van Rome (de aquis urbis Romae), vertaald door Vincent Hunink, ingeleid door Nathalie de Haan, 2013. ISBN 9789079578443
- De vier Boeken van Sextus Julius Frontinus, Van de Listighe Krijghs-handelingen, vert. Herman Neuspitzer, 1669

Engelse vertaling:
- F. The Stratagems and the Aqueducts of Rome (Loeb Class. Libr., London 1925) – door C. Bennett en M. McElwain

Franse vertaling:
- Frontin, Les aqueducs de la ville de Rome (Paris 1944) – P. Grimal

Duitse vertaling en commentaar:
- Frontin, Kriegslisten (Berlin 1963) – door G. Bendz. met fragmenten bij C. Thulin, Corpus agrimensorum Romanorum 1, 1 (Leipzig 1913). - A. Kappelmacher